# غوتليب جاغر
غوتليب جاغر (الألمانية السويسرية الموحدة: Gottlieb Jäger) هو قاضي ومحامي وسياسي سويسري، ولد في 28 ديسمبر 1805 في سويسرا، وتوفي في 25 أبريل 1891 في سويسرا. حزبياً، نشط في الحزب الديمقراطي الحر (سويسرا). وقد انتخب رئيس المجلس الوطني السويسري ‏ وانتخب عضو المجلس الوطني السويسري.